# St. Wolfgang (Etterzhausen)

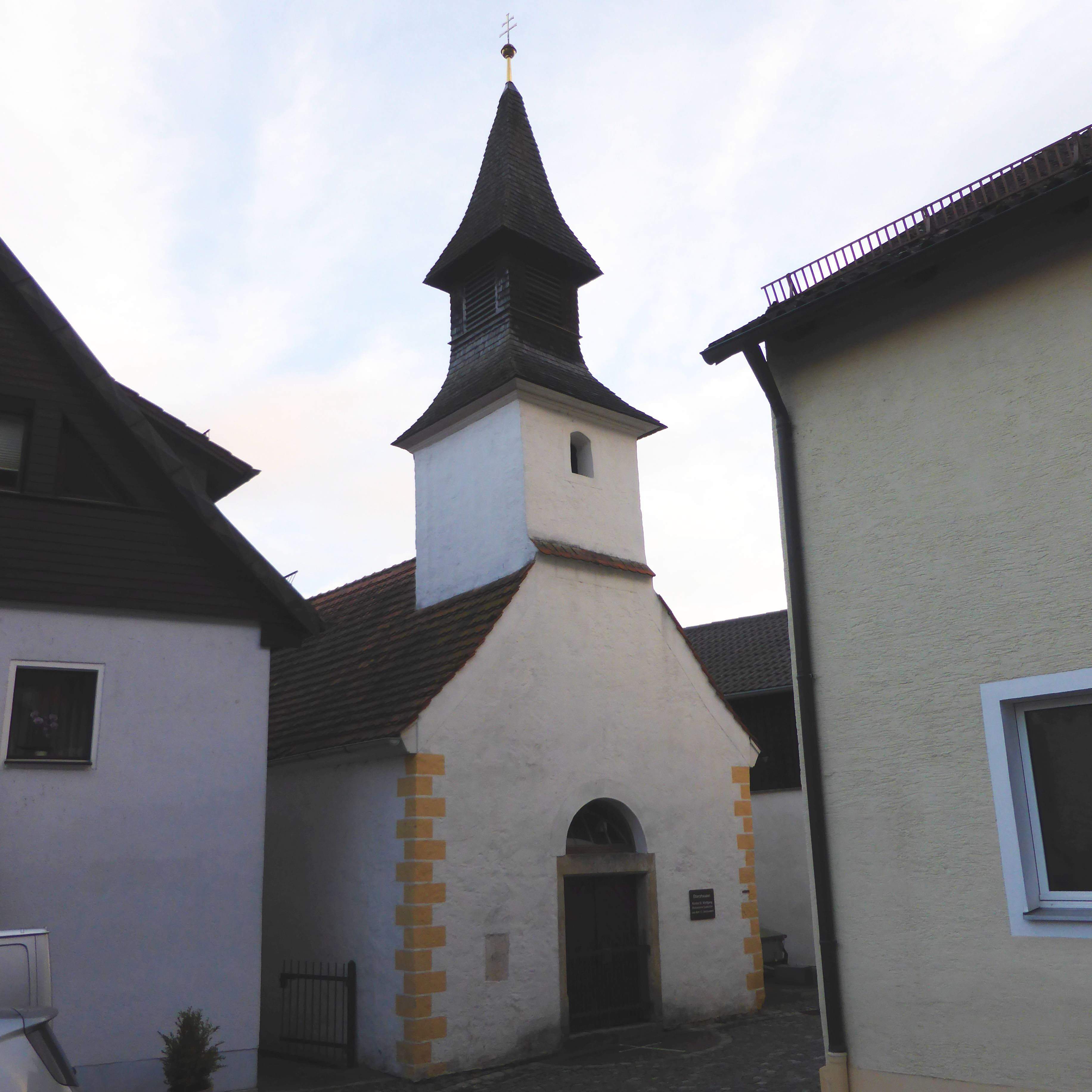
Kirche St. Wolfgang in Etterzhausen

Die Kirche St. Wolfgang im Ortsteil Etterzhausen des Marktes Nittendorf im Oberpfälzer Landkreis Regensburg von Bayern (St.-Wolfgangsgasse 6) stammt wohl aus dem 12. Jahrhundert.

## Geschichte
Die Kirche, wohl im 12. Jahrhundert erbaut, wurde 1522 erstmals urkundlich erwähnt und war damals dem heiligen Ulrich geweiht. Ab 1819 war sie im Besitz der Etterzhausener Schlossherren, seit 1986 ist sie im Besitz der Gemeinde Nittendorf.

## Baulichkeit und Ausstattung
Die Kirche ist ein Saalbau mit eingezogenem Chor. Die Kapelle ist mit einem verschindelten Fassadendachreiter, der mit einem Zeltdach gedeckt ist, versehen. Die Glocke trägt in Majuskeln die Umschrift O ALMECHTIGER GOT SEI VNS GENEDIG VND PARMHERZIG 1553. 
In der Kirche befindet sich ein Grabstein mit dem Wappen (Lilie) der Familie Erlbeck, auf ihm sieht man acht weitere Wappen sowie die Jahreszahl 1622. Diese Familie war seit Anfang des 17. Jahrhunderts auf Schloss Etterzhausen ansässig.
Ein zweiter Grabstein ist mit dem Wappen der Haller von Hallerstein sowie vier kleineren Wappen versehen. Auf einer Kartusche ist zu lesen: Heint leben wir morgen sint wir tod, Es ist mit uns Jammer und Nott, gib uns gedult Herr durch deine Hand bring uns ins Rechte Vatter Land.  Auf einer anderen Kartusche ist zu lesen: Hie ligt begraben die wohl Edle Ehrntugenthaffte Fraw Barbara Erlbeckhin Ein geborene Hallerin von Hallerstein Ihres alters 32 Iar starb den 22. Martzi 1615 jarr Derer Söll Gott genadte. 
Ein dritter Grabstein zeigt ein Relief mit Christus als Kinderfreund. Mit ihm wird an zwei jung verstorbene Mitglieder der Familie Erlbeck gedacht.